# Nhân khẩu học Châu Á
Châu Á chiếm 29,4% diện tích đất liền của Trái đất và có dân số khoảng 4,6 tỷ người (tính đến năm 2022), chiếm khoảng 60% dân số thế giới. Tổng dân số của cả Trung Quốc và Ấn Độ ước tính vào năm 2015 là hơn 2,7 tỷ người. Dân số châu Á dự kiến sẽ tăng lên 5,26 tỷ người vào năm 2050, tương đương khoảng 54% dân số thế giới dự kiến vào thời điểm đó. Tăng trưởng dân số ở châu Á là gần 1,2% mỗi năm vào năm 2015, với tỷ lệ chênh lệch cao. Nhiều nước Tây Á có tốc độ tăng trưởng trên 2% / năm, đáng chú ý là Pakistan ở mức 2,4% / năm, trong khi Trung Quốc có tốc độ tăng trưởng dưới 0,5% / năm.

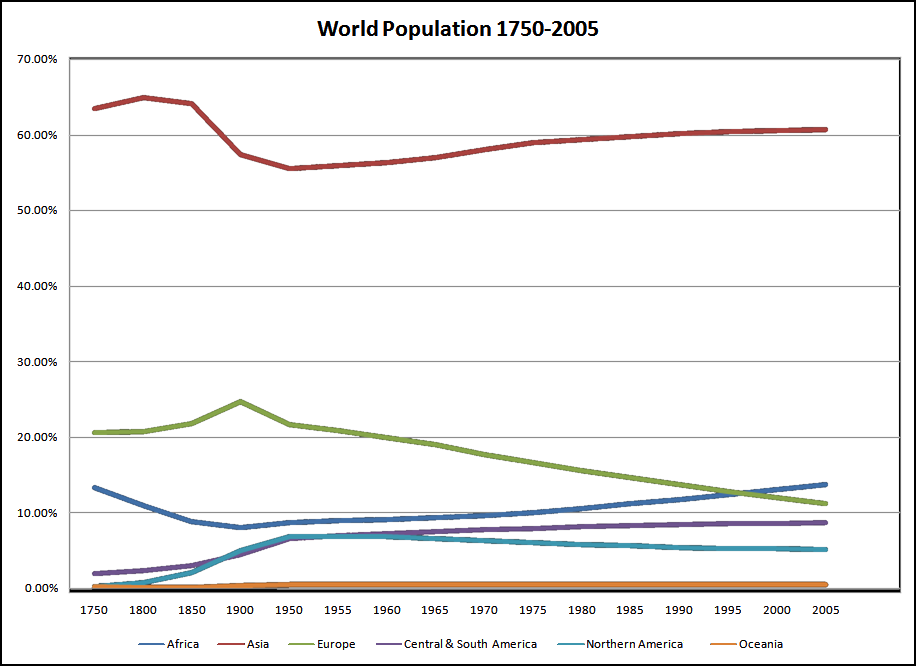
Biểu đồ tăng trưởng dân số châu Á năm (1750 - 2005)

Bản đồ phân bố dân cư châu Á

## Xếp hạng dân số tại các quốc gia châu Á
Danh sách được cập nhật từ năm 2019 theo World Bank 
| Quốc gia             | Ước tính Dân số | TFR | HDI   |
| -------------------- | --------------- | --- | ----- |
| Trung Quốc           | 1,433,783,686   | 1.7 | 0.761 |
| Ấn Độ                | 1,366,417,754   | 2.2 | 0.645 |
| Indonesia            | 270,625,568     | 2.3 | 0.718 |
| Pakistan             | 216,565,318     | 3.5 | 0.557 |
| Bangladesh           | 163,046,161     | 2.0 | 0.632 |
| Nhật Bản             | 126,860,301     | 1.4 | 0.919 |
| Philippines          | 108,116,615     | 2.5 | 0.718 |
| Việt Nam             | 96,462,106      | 2.0 | 0.704 |
| Turkey               | 83,429,615      | 2.1 | 0.82  |
| Iran                 | 82,913,906      | 2.1 | 0.783 |
| Thái Lan             | 69,037,513      | 1.5 | 0.777 |
| Myanmar              | 54,045,420      | 2.1 | 0.583 |
| Hàn Quốc             | 51,225,308      | 0.9 | 0.916 |
| Iraq                 | 39,309,783      | 3.6 | 0.674 |
| Afghanistan          | 38,041,754      | 4.3 | 0.511 |
| Ả Rập Xê Út          | 34,268,528      | 2.3 | 0.854 |
| Uzbekistan           | 32,981,716      | 2.8 | 0.72  |
| Malaysia             | 31,949,777      | 2.0 | 0.81  |
| Yemen                | 29,161,922      | 3.7 | 0.47  |
| Nepal                | 28,608,710      | 1.9 | 0.602 |
| Triều Tiên           | 25,666,161      | 1.9 | NA    |
| Sri Lanka            | 21,323,733      | 2.2 | 0.782 |
| Kazakhstan           | 18,551,427      | 2.9 | 0.825 |
| Syria                | 17,070,135      | 2.8 | 0.567 |
| Cambodia             | 16,486,542      | 2.5 | 0.594 |
| Jordan               | 10,101,694      | 3.0 | 0.729 |
| Azerbaijan           | 10,047,718      | 1.8 | 0.756 |
| United Arab Emirates | 9,770,529       | 1.4 | 0.89  |
| Tajikistan           | 9,321,018       | 3.6 | 0.668 |
| Israel               | 8,519,377       | 3.0 | 0.919 |
| Hong Kong (China)    | 7,436,154       | 1.1 | 0.949 |
| Lào                  | 7,169,455       | 2.6 | 0.613 |
| Lebanon              | 6,855,713       | 2.1 | 0.744 |
| Kyrgyzstan           | 6,415,850       | 3.3 | 0.697 |
| Turkmenistan         | 5,942,089       | 2.7 | 0.715 |
| Singapore            | 5,804,337       | 1.1 | 0.938 |
| Oman                 | 4,974,986       | 2.8 | 0.813 |
| Kuwait               | 4,207,083       | 2.1 | 0.806 |
| Georgia              | 3,996,765       | 2.1 | 0.812 |
| Mông Cổ              | 3,225,167       | 2.9 | 0.737 |
| Armenia              | 2,957,731       | 1.8 | 0.776 |
| Qatar                | 2,832,067       | 1.8 | 0.848 |
| Bahrain              | 1,641,172       | 2   | 0.852 |
| Đông Timor           | 1,293,119       | 3.9 | 0.606 |
| Cyprus               | 1,179,551       | 1.3 | 0.887 |
| Bhutan               | 763,092         | 2.0 | 0.654 |
| Macau (China)        | 640,445         | 1.2 | NA    |
| Maldives             | 530,953         | 1.8 | 0.74  |
| Brunei               | 433,285         | 1.8 | 0.838 |
| Châu Á               | 4,572,008,809   | 2.1 | 0.703 |

## Tăng trưởng

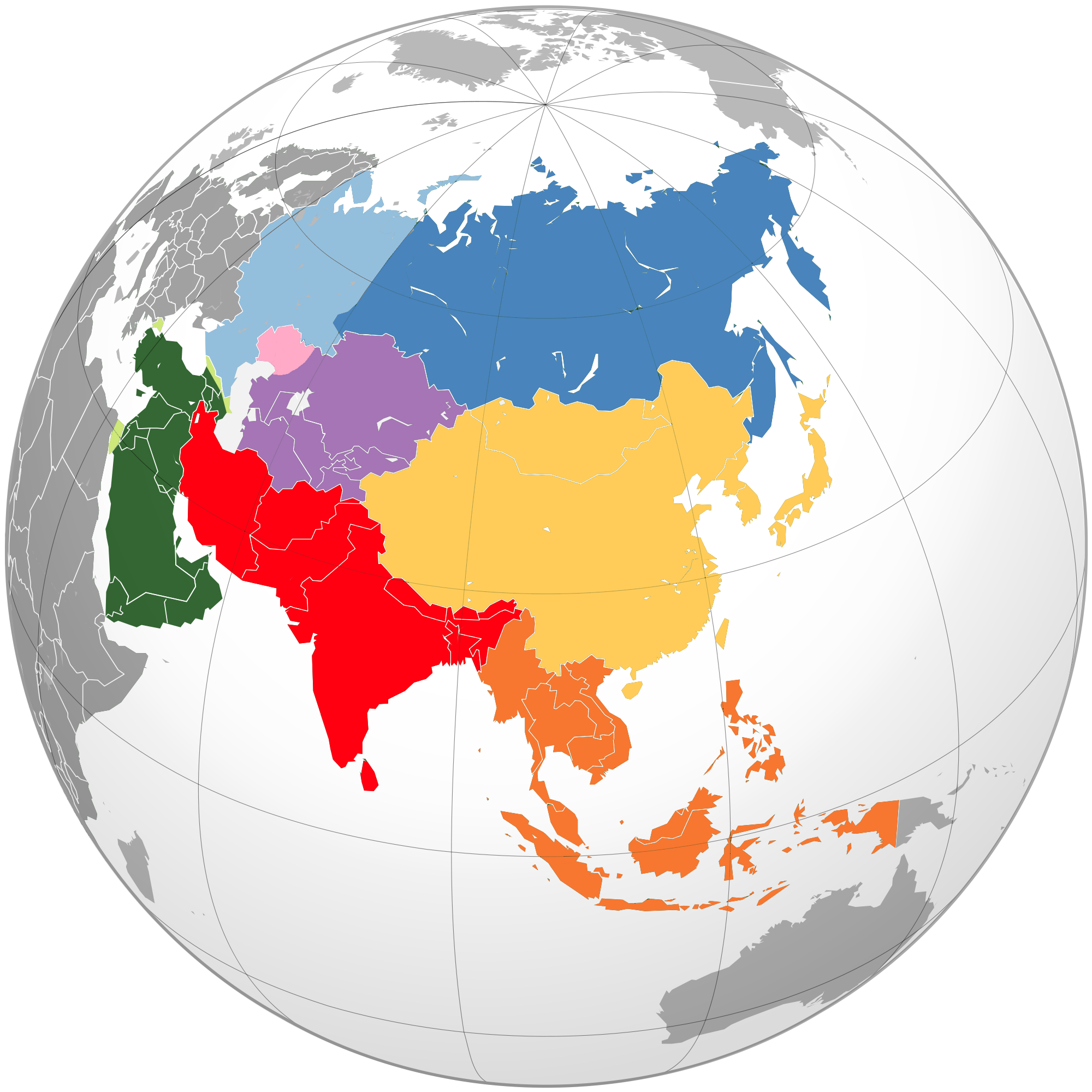
Các tiểu vùng địa lý của châu Á

## Dân số châu Á trong tương lai
| Năm  | Dân số        | Mật độ (km²) | Tỉ lệ tăng lên | % Dân số thế giới |
| ---- | ------------- | ------------ | -------------- | ----------------- |
| 2020 | 4.598.426.260 | 148,178      | 0.8161%        | 65.69%            |
| 2025 | 4.774.708.304 | 153,858      | 0.664%         | 68.21%            |
| 2030 | 4.922.829.661 | 158,631      | 0.5371%        | 70.33%            |
| 2035 | 5.045.488.373 | 162,584      | 0.4271%        | 72.08%            |
| 2040 | 5.143.850.426 | 165,754      | 0.326%         | 73.48%            |
| 2045 | 5.218.032.708 | 168,144      | 0.226%         | 74.54%            |
| 2050 | 5.266.848.432 | 169,717      | 0.1278%        | 75.24%            |
| 2055 | 5.290.517.068 | 170,480      | 0.0325%        | 75.58%            |
| 2060 | 5.290.029.643 | 170,464      | -0.0483%       | 75.57%            |
| 2065 | 5.270.626.348 | 169,839      | -0.106%        | 75.29%            |
| 2070 | 5.237.952.908 | 168,785      | -0.1516%       | 74.83%            |
| 2075 | 5.194.086.547 | 167,372      | -0.192%        | 74.20%            |
| 2080 | 5.140.833.583 | 165,655      | -0.2261%       | 73.44%            |
| 2085 | 5.080.577.103 | 163,715      | -0.2463%       | 72.58%            |
| 2090 | 5.017.487.286 | 161,682      | -0.2532%       | 71.68%            |
| 2095 | 4.953.893.193 | 159,632      | -0.2595%       | 70.77%            |

Nguồn:World Population Review,http://worldpopulationreview.com/continents/asia-population/

## Dân số theo các khu vực
| Tên vùng và lãnh thổ cùng quốc kỳ    | Diện tích (km²)         | Dân số (Thống kê 1 tháng 7 năm 2008) | Mật độ dân số (theo km²) | Thủ đô                    |
| ------------------------------------ | ----------------------- | ------------------------------------ | ------------------------ | ------------------------- |
| Trung Á:                             |                         |                                      |                          |                           |
| Kazakhstan                           | 2.724.900               | 15.666.533                           | 5,7                      | Astana                    |
| Kyrgyzstan                           | 199.951                 | 5.356.869                            | 24,3                     | Bishkek                   |
| Tajikistan                           | 143.100                 | 7.211.884                            | 47,0                     | Dushanbe                  |
| Turkmenistan                         | 488.100                 | 5.179.573                            | 9,6                      | Ashgabat                  |
| Uzbekistan                           | 447.400                 | 28.268.441                           | 57,1                     | Tashkent                  |
| Đông Á:                              |                         |                                      |                          |                           |
| Mông Cổ                              | 1.564.100               | 2.996.082                            | 1,7                      | Ulaanbaatar               |
| Nhật Bản                             | 377.930                 | 127.288.628                          | 336,1                    | Tokyo                     |
| Cộng hòa Dân chủ Nhân dân Triều Tiên | 120.538                 | 23.479.095                           | 184,4                    | Bình Nhưỡng               |
| Cộng hòa Nhân dân Trung Hoa          | 9.596.961 hay 9.640.011 | 1.322.044.605                        | 134,0                    | Bắc Kinh                  |
| Đài Loan                             | 36.188                  | 22.920.946                           | 626,7                    | Đài Bắc                   |
| Hàn Quốc                             | 99.678 hay 100.210      | 49.232.844                           | 490,7                    | Seoul                     |
| Bắc Á:                               |                         |                                      |                          |                           |
| Liên bang Nga                        | 17.098.242              | 142.200.000                          | 26,8                     | Moskva                    |
| Đông Nam Á:                          |                         |                                      |                          |                           |
| Việt Nam                             | 331.212                 | 95.261.021                           | 259,6                    | Hà Nội                    |
| Brunei                               | 5.765                   | 381.371                              | 66,1                     | Bandar Seri Begawan       |
| Myanmar                              | 676.578                 | 47.758.224                           | 70,3                     | Naypyidaw                 |
| Campuchia                            | 181.035                 | 13.388.910                           | 74                       | Phnôm Pênh                |
| Đông Timor                           | 14.874                  | 1.108.777                            | 73,8                     | Dili                      |
| Indonesia                            | 1.919.440               | 230.512.000                          | 120,1                    | Jakarta                   |
| Lào                                  | 236.800                 | 6.677.534                            | 28,2                     | Viêng Chăn                |
| Malaysia                             | 330.803                 | 27.780.000                           | 84,2                     | Kuala Lumpur              |
| Philippines                          | 300.000                 | 92.681.453                           | 308,9                    | Manila                    |
| Singapore                            | 704                     | 4.608.167                            | 6.545,7                  | Singapore                 |
| Thái Lan                             | 513.120                 | 65.493.298                           | 127,4                    | Bangkok                   |
| Nam Á:                               |                         |                                      |                          |                           |
| Afghanistan                          | 652.090                 | 32.738.775                           | 42,9                     | Kabul                     |
| Bangladesh                           | 147.998                 | 153.546.901                          | 1040,5                   | Dhaka                     |
| Bhutan                               | 38.394                  | 682.321                              | 17,8                     | Thimphu                   |
| Ấn Độ                                | 3.201.446 hay 3.287.263 | 1.147.995.226                        | 349,2                    | New Delhi                 |
| Maldives                             | 300                     | 379.174                              | 1.263,3                  | Malé                      |
| Nepal                                | 147.181                 | 29.519.114                           | 200,5                    | Kathmandu                 |
| Pakistan                             | 796.095 hay 801.912     | 167.762.049                          | 208,7                    | Islamabad                 |
| Sri Lanka                            | 65.610                  | 21.128.773                           | 322,0                    | Sri Jayawardenepura Kotte |
| Tây Á:                               |                         |                                      |                          |                           |
| Armenia                              | 29.743                  |                                      | 100,0                    | Yerevan                   |
| Azerbaijan                           | 86.600                  | 8.845.127                            | 102,736                  | Baku                      |
| Bahrain                              | 750                     | 718.306                              | 987,1                    | Manama                    |
| Síp                                  | 9.251                   | 792.604                              | 83,9                     | Nicosia                   |
| Gruzia                               | 69.700                  |                                      | 64,0                     | Tbilisi                   |
| Iraq                                 | 438.371                 | 28.221.181                           | 54,9                     | Baghdad                   |
| Iran                                 | 1.628.750               | 70.472.846                           | 42,8                     | Tehran                    |
| Israel                               | 22.072                  | 7.112.359                            | 290,3                    | Jerusalem                 |
| Jordan                               | 89.342                  | 6.198.677                            | 57,5                     | Amman                     |
| Kuwait                               | 17.818                  | 2.596.561                            | 118,5                    | Thành phố Kuwait          |
| Liban                                | 10.452                  | 3.971.941                            | 353,6                    | Beirut                    |
| Oman                                 | 309.500                 | 3.311.640                            | 12,8                     | Muscat                    |
| Palestine                            | 6.257                   | 4.277.000                            | 683,5                    | Ramallah                  |
| Qatar                                | 11.586                  | 928.635                              | 69,4                     | Doha                      |
| Ả Rập Xê Út                          | 2.149.690               | 23.513.330                           | 12,0                     | Riyadh                    |
| Syria                                | 185.180                 | 19.747.586                           | 92,6                     | Damas                     |
| Thổ Nhĩ Kỳ                           | 783.562                 |                                      |                          | Ankara                    |
| Các Tiểu vương quốc Ả Rập Thống nhất | 83.600                  | 4.621.399                            | 29,5                     | Abu Dhabi                 |
| Yemen                                | 527.968                 | 23.013.376                           | 35,4                     | Sanaá                     |
| Tổng cộng                            | 43.810,582              | 4.162.966.086                        | 89,07                    |                           |

Ghi chú: Một phần của Ai Cập (Bán đảo Sinai) thuộc về Tây Á về mặt địa lý.